# Douglas DC-4
Dimensions
Le Douglas DC-4 est un avion de transport quadrimoteur construit par Douglas Aircraft Company entre 1942 et 1947. Cet appareil fut le premier quadrimoteur et le premier avion à train tricycle construit par Douglas. Après avoir pris part à la Seconde Guerre mondiale sous les désignations militaires C-54 Skymaster (USAAF) ou R5D (US Navy), le Douglas DC-4 contribua très largement au développement du transport aérien mondial et fut un acteur essentiel du pont aérien assurant le ravitaillement de Berlin durant le blocus de la ville en 1948 et 1949. Le Canadair North Star est un DC-4 remotorisé avec des Rolls-Royce Merlin et l'Aviation Traders ATL-98 Carvair un avion cargo obtenu en modifiant le fuselage avant du DC-4. Le DC-4 servit aussi de base au développement des Douglas DC-6 et Douglas DC-7.

## Développé à la demande des compagnies aériennes
Le DC-4 reste un cas unique dans l’histoire de l’aviation commerciale. Il résulte en effet d’un programme commun entre le constructeur et cinq compagnies aériennes américaines de premier plan (les fameux « Majors »). C’est fin 1935, avant même le premier vol du DC-3, que United Air Lines approcha le constructeur de Santa Monica pour obtenir un appareil capable de transporter 52 passagers à 300 km/h sur 3 500 km avec quatre moteurs Pratt & Whitney R-2180 de 1 450 ch. Mais ni Douglas ni UAL ne pouvaient supporter les frais de développement d’une telle machine. C’est donc la compagnie aérienne qui entreprit des démarches auprès de ses concurrents. Dès février 1936, American Airlines, Eastern Air Lines, Transcontinental & Western Airlines et Pan American World Airways exprimèrent le plus grand intérêt et décidèrent de participer au financement du projet, investissant chacun 100 000 dollars dans les frais de développement. Pour la première fois dans l’histoire, un constructeur partageait à parts égales le coût du développement d’un avion commercial avec les clients de lancement.
Alors qu’Arthur Raymond et Ed Burton supervisaient le travail du bureau d’études, l’appareil s’annonçait aussi révolutionnaire que complexe et d’une technologie très avancée. Reposant sur un train tricycle, identifiable à un empennage tridérive, le Douglas Commercial Model 4 devait disposer de commandes servo-assistées, d’une alimentation électrique auxiliaire et de l’air climatisé. La pressurisation était prévue en série et la cabine devait permettre de transporter 42 passagers de jour ou 30 de nuit en couchettes. Les passagers disposaient de rasoirs ou de fers à friser électriques, de penderies, de cabinets de toilettes et de salles d’eau! Il était même prévu une suite nuptiale.
En cours de développement TWA et Pan American, doutant de la nécessité d’une telle machine, préférèrent se retirer pour acheter le Boeing 307, un quadrimoteur moins ambitieux. Leurs hésitations furent partiellement justifiées puisque le prototype devait rester unique dans sa forme initiale.

## Douglas DC-4E, prototype au destin obscur
Le prototype effectua son premier vol le 7 juin 1938 piloté par Carl Cover [c/n 1601, NX18100]. Après des essais en vol qui furent sanctionnés par l'obtention d'une certification partielle (Approved Type Certificate 2-551) le 5 mai 1939, ce prototype, alors le plus gros avion terrestre à avoir volé avec une envergure de 42,17 m, fut remis à United Air Lines pour essais de mise en ligne. Ces essais révélèrent un avion sans vice mais aux performances décevantes et extrêmement difficile à entretenir. Trop coûteux en opérations, il fut restitué à Douglas. Désigné DC-4E (E pour Experimental), cette formidable machine fut finalement vendue à la compagnie aérienne japonaise Nippon Koku K.K. fin 1939. Selon les Japonais, il se serait écrasé dans la baie de Tōkyō courant 1940 sans qu’aucune preuve n’ait jamais étayé cette thèse. Le DC-4E avait en fait été acheté par la compagnie aérienne pour le compte de la Marine impériale japonaise qui souhaitait qu'il soit étudié par Nakajima Hikoki K.K. afin de s’en inspirer. Le prototype du bombardier Nakajima G5N1 Shinzan fut réalisé en utilisant l’aile, les moteurs et le train d’atterrissage du DC-4E, le fuselage étant lui redessiné. Comme le DC-4E le G5N se révéla sous-motorisé, complexe à entretenir et peu performant.

## Moins ambitieux, le DC-4A
Le bureau d’études de Santa Monica entreprit, dès 1939, l’étude d’un appareil plus léger, plus simple et donc moins coûteux que le DC-4E. Désigné DC-4A, le nouveau projet se présentait comme un quadrimoteur entièrement métallique non pressurisé, monoplan à aile basse et train tricycle escamotable avec un empennage monodérive. Pesant 6 800 kg de moins en charge, doté d’une aile plus courte, il était tracté par quatre moteurs 14 cylindres en double étoile, des Pratt & Whitney R-2000 entraînant des hélices tripales Hamilton Standard Hydromatic à vitesse constante. Eastern Air Lines et United Air Lines s'intéressèrent immédiatement à cet appareil qui devait transporter 40 passagers de jour ou 28 de nuit et, en 1941, les compagnies aériennes américaines avaient déjà commandé 61 DC-4A, dont le prototype n'avait pas encore volé. Aucun de ceux-ci ne devait leur être livré.
Dans le cadre de la politique de réarmement américaine, l’U.S.War Department décida le 28 juin 1941 de prendre en compte l’ensemble des appareils déjà en cours de construction à Santa Monica (identifiés par le code DO) tandis qu’une nouvelle usine était installée à Chicago (codifiée DC) uniquement pour assurer la production du quadrimoteur. Pour éviter tout conflit entre services l’USAAF fut chargée de toutes les commandes militaires, y compris pour la Navy ou les Alliés.
À la fin de la Seconde Guerre mondiale, 1 162 DC-4 avaient été livrés aux armées et l’avion était en service dans l’USAAF, l’US Navy et la Royal Air Force. 78 autres quadrimoteurs furent encore livrés directement aux compagnies aériennes. Il fut même envisagé une version de bombardement, projet finalement abandonné en raison d’un coût jugé trop élevé.

## Les versions

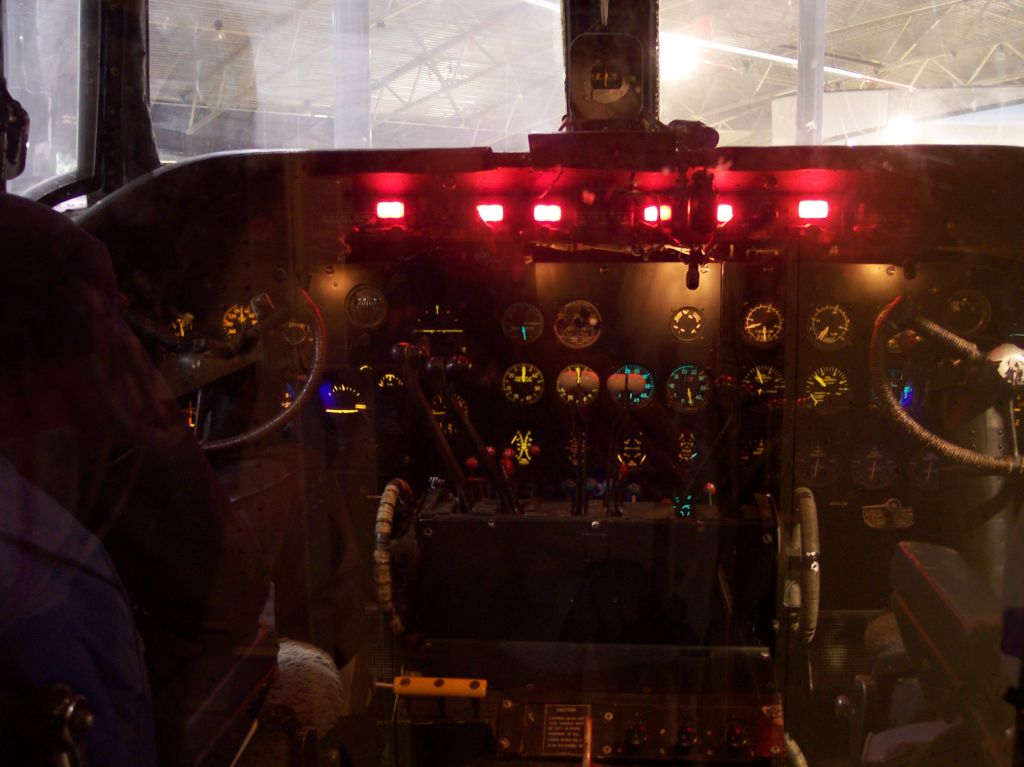
Cockpit d'un DC-4

### Douglas C-54 Skymaster
Désignation attribuée par l'USAAF/USAF au Douglas DC-4.
- Douglas C-54 : Il n’y eut pas de prototype, les premiers appareils, correspondant au modèle civil DC-4A, étant simplement désignés C-54-DO. La tête de série effectua son premier vol le 14 février 1942, piloté par John R.Martin. Ces appareils furent tous livrés à l’USAAF comme cargos militaires, équipés d'un palan et d'un treuil de porte comme les C-33/C-39, et pouvaient embarquer des réservoirs supplémentaires souples dans le fuselage pour les vols longs. L’équipage était en principe de six hommes (Un pilote, un copilote, un navigateur, un opérateur radio et deux hommes de relève), logés dans un compartiment comprenant couchettes, toilettes, réserve d’eau, parachutes et équipement de survie. La cabine permettait de transporter 26 hommes équipés ou du fret. 244 appareils seulement furent achevés dans cette version [Numéros de série : 41-20137/20145, c/n 3050,3060, 3051, 3052, 3061, 3062, 3075, 3053 & 3063; 41-37268/37319, c/n 3054/3110; 42-32936/32950, c/n 3111/3125].
  - Douglas C-54A : Première version à recevoir un équipement militaire complet : Plancher de cabine renforcé, deux larges portes cargo (2,39 × 1,70 m) sur le flanc gauche du fuselage, un palan de manutention pour charges lourdes intégré à la structure. Capable de transporter 50 passagers assis sur des sièges de toile ou 14 742 kg de fret, le C-54A avait aussi des points d’ancrage permettant l’emport de charges lourdes sous le fuselage et des moteurs Pratt & Whitney R-2000-7 de 1 350 ch. 97 exemplaires [Numéro de série 41-37268/37319, c/n 3054/3059, 3064/3074, 3076/3110 et 42-107426/107470, c/n 7444/7489] sont sortis des chaines de Santa Monica, mais c'est aussi le premier modèle produit à Chicago, où furent construits 155 C-54A-DC [Numéro de série 42-72165/72319, c/n 10270/10424]. 57 C-54A furent cédés à l’US Navy sous la désignation R5D-1.
  - Douglas C-54B : Apparue en 1943, cette version de transport militaire pour 50 hommes se distinguait du C-54A par une nouvelle voilure traitée en réservoir intégral, l’agrandissement des réservoirs structuraux permettant de supprimer 2 des 4 réservoirs auxiliaires de cabine, la suppression du palan de manutention de charges lourdes, la possibilité d’installer des civières et une alimentation individuelle en oxygène pour les passagers. 120 C-54B-DC furent construits à Chicago [Numéro de série 42-72320/72439, c/n 10425/10544] et 100 C-54B-DO [Numéro de série 43-17124/17198, c/n 18324/18398 et 44-9001/9025, c/n 27227/27251] à Santa Monica). 30 furent livrés à l’US Navy comme R5D-2 et un à la RAF pour assurer les déplacements de Sir Winston Churchill.
  - Douglas VC-54C : Baptisé Sacred Cow (Vache sacrée en anglais) cet exemplaire unique [Numéro de série 42-107451] était un C-54A-5-DO spécialement aménagé pour transporter 15 passagers et équipé d’un élévateur électrique puisqu'il était destiné aux déplacements du président Franklin D. Roosevelt. Utilisé ensuite par le Président Harry S. Truman, ce quadrimoteur ne fut réformé qu’en 1961 et cédé au Musée de l'USAF.
  - Douglas C-54D : Similaire au C-54B avec des moteurs R-2000-11 développant 1 350 ch, ce fut la dernière version construite à Chicago, d'où sortirent 325 C-54D-DC [Numéro de série 42-72440/72764, c/n 10545/10869], auxquels il faut ajouter 55 C-54D-15-DO [Numéro de série 43-17199/17253 c/n 22149/22203]. 86 C-54D furent cédés à l'US Navy comme R5D-3 et un exemplaire (c/n 10589) converti en XC-54K.
    - AC-54D : Au cours des années 1950 un certain nombre de C-54D furent modifiés pour assurer des missions d’étalonnage des aides à la navigation. Ces appareils furent rebaptisés EC-54D en 1962.
    - EC-54D : Nouvelle désignation des AC-54D à partir de 1962.
    - HC-54D : Nouvelle désignation des SC-54D à partir de 1962.
    - JC-54D : En 1960 neuf C-54D furent adaptés aux missions de récupération de têtes de missiles.
    - SC-54D : 38 appareils modifiés par Convair pour des opérations SAR et désignés HC-54D en 1962.
    - VC-54D : Un appareil modifié en 1944 pour le transport VIP.
    - WC-54D : Trois appareils [42-72501/72618/72692] modifiés pour des missions de reconnaissance météorologique.

  - Douglas C-54E : Appareil de transport polyvalent, les deux réservoirs supplémentaires de cabine étant remplacés par des outres souples dans la partie centrale de voilure. Cet appareil était rapidement transformable soit en avion cargo (14 742 kg de charge utile) soit en transport de troupes (50 hommes sur des sièges en toile) soit en appareil de transport VIP (44 passagers assis sur des sièges de type commercial). 75 exemplaires [Numéro de série 44-9026/9150, c/n 2752/27376] furent construits à Santa Monica, dont 50 destinés à l’US Navy comme R5D-4.
    - AC-54E : Le 44-9119 fut converti pour l’étalonnage des aides à la navigation.
    - EC-54E : Désignation du AC-54E à partir de 1962.
    - HC-54E : Désignation du SC-54E à partir de 1962.
    - SC-54E : Un certain nombre de C-54E furent convertis par Convair pour assurer les missions SAR.
    - VC-54E : Deux appareils (44-9052 et 44-9117) convertis avec un équipement de transport VIP particulier.

  - Douglas C-54F : Cet appareil destiné spécifiquement au transport de troupes aéroportées devait recevoir deux portes de saut. La fin de la Seconde Guerre mondiale entraîna l’arrêt du programme après la réalisation d'une maquette d'aménagement.
  - Douglas C-54G : Dernière version construite pour les besoins de la Seconde Guerre mondiale, ce transport de troupes pour 40 à 50 passagers équipé de moteurs Pratt & Whitney R-2000-9 de 1 450 ch fut commandé à 397 exemplaires, dont 86 R5D-5 destinés à l'US Navy. 162 seulement furent livrés [45-476/637, c/n 35929/36090]. Les pièces détachées destinées à la production des 235 derniers appareils (Numéro de série 45-638/872, c/n 36091/36325) furent utilisées par Douglas pour produire des DC-4 civils après la fin de la guerre.
    - VC-54G : Modification de quelques C-54G en transport VIP en 1945.

  - Douglas C-54H : Développement abandonné à la fin de la Seconde Guerre mondiale.
  - Douglas C-54J : Avion de transport VIP dont le développement abandonné à la fin de la guerre.
  - Douglas XC-54K : Version à rayon d’action allongé du C-54E équipée de Pratt & Whitney R-1820-HD. Un seul exemplaire fut réalisé par modification d’un C-54D [c/n 10589] qui reçut un nouveau numéro de série [45-59602].
  - Douglas C-54L : Un C-54A doté d’un nouveau système d’alimentation en carburant en 1947.
  - Douglas MC-54M : 38 C-54E furent dépouillés de leur aménagement VIP et convertis en transport de charbon en 1951 pour les besoins des troupes américaines en Corée (Numéros de série 44-9032/9039/9041/9061/9065/9068/9070/9074/9077/9090/9093/9100/9106/9111/9113/9115/9123/9131)
  - Douglas VC-54M : Un MC-54M (44-9041) reconverti en transport d’état-major.
  - Douglas VC-54N : Changement de désignation en 1962 du R5D-1Z.
  - Douglas C-54P : Changement de désignation en 1962 des R5D-2.
  - Douglas VC-54P : Changement de désignation en 1962 des R5D-2Z.
  - Douglas C-54Q : Changement de désignation en 1962 des R5D-3.
  - Douglas VC-54Q : Changement de désignation en 1962 des R5D-3Z.
  - Douglas C-54R : Changement de désignation en 1962 des R5D-4.
  - Douglas C-54S : Changement de désignation en 1962 des R5D-5.
  - Douglas VC-54S : Changement de désignation en 1962 des R5D-5Z.
  - Douglas C-54T : Changement de désignation en 1962 des R5D-5R.
  - Douglas EC-54U : Changement de désignation en 1962 de 2 R5D-4 d’entrainement aux contre-mesures électroniques utilisés par l’US Coast Guard.
  - Douglas RC-54V : Changement de désignation en 1962 du R5D3-P de reconnaissance photo utilisé par l’USCG.
  - Douglas XC-114 : [Numéro de série 45-874, c/n 36327]
  - Douglas XC-115 :
  - Douglas XC-116 : [Numéro de série 45-875, c/n 36328]

### Douglas R5D Skymaster
Désignation attribuée par l'US Navy aux Douglas C-54 Skymaster obtenus auprès de l'USAF. En 1962 de nombreux R5D restaient en service. En application du nouveau système de désignation des aéronefs militaires aux États-Unis, les Skymaster de l'US Navy furent désignés C-54N, etc.
- R5D-1 : 57 C-54A furent cédés à l’US Navy, le premier étant livré le 22 février 1943, le dernier en septembre 1944 [BuNo. 39137/39181, 50840/50849 et 57988/57989], puis un appareil supplémentaire [91105] fut attribué après la fin de la Seconde Guerre mondiale. Plus aucun R5D-1 n'était en service en 1962.
  -     - R5D-1C : Quelques exemplaires furent équipés par la suite du système d’alimentation en carburant du R5D-2.
    - R5D-1F : Un R5D-1 a été converti en transport VIP avec 16/20 sièges seulement en cabine, devenant R5D-1Z à partir de 1945 et VC-54N après 1962.

  - R5D-2 : 30 C-54B furent livrés à l’US Navy entre août 1944 et janvier 1945 [BuNo. 50850/50868, 90385/90395]. Les appareils encore en service en 1962 furent désignés C-54P.
    - R5D-2F : Au moins cinq de ces quadrimoteurs furent modifiés en transport VIP avec 22 sièges ou 10 banquettes. Désignés R5D-2Z en 1945 puis VC-54P en 1962.

  - R5D-3 : 86 C-54D cédés par l'USAAF entre février et octobre 1945 [BuNo. 50869/50878, 56484/56549 et 87754/87759], auxquels devaient s’ajouter 10 quadrimoteurs [BuNo. 91994/92003] livrés à la Royal Air Force au titre du Prêt-Bail et versés à la Navy après restitution par la RAF à la fin de la Seconde Guerre mondiale. 127 appareils supplémentaires [BuNo. 50879/50888 et 92004/92006] auraient dû être livrés, la commande étant annulée en raison de la fin de la guerre. Le R5D-3 est devenu C-54Q en 1962.
    - R5D-3P : Un R5D-3 fut modifié en appareil de reconnaissance photo pour l’US Coast Guard, devenant RC-54V en 1962.
    - R5D-3Z : Deux autres ont été modifiés pour le transport VIP avec 22 sièges ou 10 banquettes, devenant VC-54Q en 1962.

  - R5D-4 : 37 C-54E furent cédés à l’US Navy entre février et mai 1945 [BuNo. 39112/39128 et 90396/90415], devenant C-54R en 1962.
    - R5D-4R : Une quinzaine de R5D-4 équipés uniquement de sièges de type commercial.

  - R5D-5 : 60 R5D-2 et -3 furent remotorisés avec des Pratt & Whitney R-2000-9 de 1 450 ch pour approcher du standard C-54G de l’Air Force, et rebaptisés C-54S en 1962.
    - R5D-5R : Quelques R5D-5 modifiés en transport de personnel avec sièges commerciaux, radar avant et pilote automatique électronique, désignés C-54T en 1962.
    - R5D-5Z : Quelques R5D-5 modifiés en transport VIP avec 22 sièges ou 10 banquettes, devenus VC-54S en 1962.

  - R5D-6 : Désignation retenue pour les C-54J de l’US Navy (développement abandonné).

### Douglas DC-4-1009
La capitulation du Japon ayant entrainé l'annulation de la commande de 235 C-54G, Douglas Aircraft Company, anticipant une forte demande des compagnies aériennes, décida d’utiliser les pièces détachées pour produire une version civile proposée en deux versions : DC-4-1009 de transport de passagers pressurisé et DC-4-1037 cargo. C’était sans compter sur la concurrence des surplus militaires. 79 DC-4-1009 non pressurisés seulement sortirent d’usine, aucun DC-4-1037 ne fut commandé. Le premier DC-4-1009 [NC10201, c/n 42904] fut livré à Western Airlines le 18 janvier 1946 et fut largement utilisé pour le tournage du film The best Years of Our Lives de William Wyler, couronné par sept Oscars. Le dernier DC-4 sortit d’usine le 9 août et fut livré à South African Airways [ZS-BMH, c/n 43157].

## Canadair North Star
Durant la Seconde Guerre mondiale, le gouvernement canadien avait acheté une licence de production du DC-4. Destinés exclusivement aux marchés canadien et britannique, ces quadrimoteurs devaient être produits par Victory Aircraft. Or, Victory Aircraft fut vendue le 11 novembre 1945 au groupe britannique Hawker-Siddeley pour devenir Avro Canada (en) et les droits de licence concernant le quadrimoteur Douglas furent transférés à Canadair, constituée un an plus tôt.
Durant la guerre Victory Aircraft avait produit des quadrimoteurs Avro Lancaster, York et Lincoln, tous équipés de moteurs Rolls-Royce Merlin, d’où l’idée de munir le DC-4 de ce moteur en ligne, des calculs ayant démontré qu’on pouvait ainsi gagner 55 km/h en régime continu. En réalité, le North Star n'était pas simplement un DC-4 remotorisé, mais un quadrimoteur hybride se situant entre le DC-4 (empennage, fuselage arrière et gouvernes de vol), le C-54G (voilure) et le DC-6 (fuselage avant raccourci de 2 m, pointe avant avec le train d’atterrissage). Le fuselage était pressurisé, l’aménagement du cockpit revu et le circuit électrique, entièrement nouveau. Rapide mais très bruyant, le North Star fut construit jusqu’en 1955, à raison de 71 exemplaires. Ces appareils ont connu une carrière relativement longue, le dernier vol d’un North Star ayant eu lieu le 19 juin 1975.
- Canadair DC-4M-X : le prototype [CF-TEN-X, c/n 101] a effectué son premier vol le 15 juillet 1946 à Cartierville (Montréal) avec des Rolls-Royce Merlin 620 de 1 725 ch.
- Canadair DC-4M1 North Star : 24 appareils non pressurisés commandés par la RCAF et mis en service sous la désignation C-54GM North Star Mk 1. Moteurs Merlin 622 de 1 760 ch.
- Canadair DC-4M2 North Star : 20 appareils pressurisés pour Trans-Canada Air Lines. La porte arrière était modifiée, le train principal également emprunté au DC-6. Équipés à l’origine de Merlin 622 (North Star M2/3), ils reçurent par la suite des Merlin 624 (North Star M2-4).
- Canadair C-4 Argonaut : 22 appareils livrés à BOAC. Nouvelle motorisation et masse au décollage plus élevée.
  - Canadair C-4-1 North Star : 4 appareils semblables aux précédents, adaptés aux besoins de Canadian Pacific Airlines. Ces quadrimoteurs furent par la suite convertis en cargos comme C-4-1C.
- Canadair C-5 : le North Star s’avérant un avion extrêmement bruyant en cabine, une nouvelle version fut envisagée et, en 1950, la RCAF prit livraison d’un Canadair CL-11 [série 17524] à moteurs Pratt & Whitney R-2800-CA-15 Double Wasp en étoile de 2 100 ch.

Le Canadair North Star a porté de nombreuses désignations, ce qui a donné lieu à une certaine confusion. Les versions mentionnées ci-dessus sont celles qu'ont adoptées les utilisateurs, les désignations du constructeur étant Canadair CL-2 pour les DC-4M/M1 et M2, Canadair CL-4 pour le C-4 Argonaut et Canadair CL-11 pour le C-5.
Le DC-4 est encore utilisé de nos jours par la compagnie aérienne canadienne Buffalo Airways.

## ATL-98 Carvair
Si les Bristol Freighter de Silver City Airways et Channel Air Bridge (en) transportant au-dessus de la Manche des voitures et leurs occupants connaissaient un franc succès, leur capacité semblait insuffisante pour satisfaire à la demande. Répondant à une demande formulée par Channel Air Bridge, le bureau technique d’Aviation Traders (en) entreprit en janvier 1959 l’étude d’un appareil bon marché de capacité supérieure, baptisé Carvair pour Car-via-Air. Il y avait alors un nombre important de C-54 disponibles sur le marché, qu’il semblait facile de modifier. Ces modifications consistèrent à allonger le fuselage de 2,64 m vers l’avant, à reporter le poste de pilotage au-dessus du fuselage et à articuler la nouvelle pointe avant sur bâbord afin de permettre le chargement des véhicules en dégageant toute la section utile du fuselage. Le relèvement du poste de pilotage entrainant des perturbations aérodynamiques au niveau de l’empennage, il fut bien entendu nécessaire de redessiner la dérive, celle-ci présentant sensiblement l’aspect de celle du DC-7. Il parut enfin nécessaire de doter l’appareil de freins plus puissants. Ainsi modifié le quadrimoteur pouvait embarquer 25 passagers en cabine à l’arrière du fuselage et 5 voitures particulières à l’avant.
Le prototype [G-ANYB] prit l’air le 21 juin 1961 et 21 ATL-98 Carvair, prototype compris, sortiront des ateliers d’Aviation Traders de Southend (no 1, 11 et 21) et Stansted. 18 C-54 furent achetés par Aviation Traders, modifiés et revendus à Channel Air Bridge (3), Intercontinental US Inc (2), Aer Lingus (3), British United Air Ferries (7) et Aviaco (3). Les trois derniers furent réalisés pour Ansett Australia à partir de DC-4 fournis par cette compagnie. Le dernier ATL-98 Carvair a effectué son premier vol le 12 juillet 1968. Tous les Carvair n’étaient pas destinés uniquement au transport de voitures, certains étant livrés en configuration cargo avec 9 sièges seulement. British Air Ferries cessa ses opérations en 1977, neuf appareils continuant à être exploités en Afrique et aux États-Unis pour le transport de fret hors gabarit. En septembre 2008, il ne reste qu’un Carvair en état de vol [N89FA], Gator Global Flying Services réalisant des vols à la demande depuis Gainesville, au Texas. Brooks Fuel semble négocier le rachat de cet appareil pour remplacer un autre Carvair, perdu sur accident le 30 mai 2007.

## Utilisateurs

### Utilisateurs militaires
- Afrique du Sud : DC-4 et C-54 furent utilisés par South African Airways comme la South African Air Force. Le South African Historical Flight entretient encore un DC-4 en état de vol. Cet appareil participe régulièrement à des meetings en Europe.
- Brésil : La Forca Aerea Brasileira a utilisé 12 C-54G de 1960 à 1969.
- Canada : La RCAF prit livraison de 17 C-54GM [Numéro de série 17501/17517] à partir de 1947. Désignés également DC-4M ou Canadair CL-2 North Star I, ces appareils non pressurisés furent versés au 426 Transport Sqnadron, stationné à Dorval, Québec, puis Trenton, Ontario. Cette unité était plus particulièrement chargée d'assurer le soutien logistique des troupes canadiennes stationnées en Allemagne, mais il fut très sollicité durant la Guerre de Corée, effectuant 599 rotations au-dessus du Pacifique entre 1950 et 1952. Durant ces missions ils ont transporté 3 500 tonnes de matériel et 13 000 hommes. Ces quadrimoteurs ont également participé à diverses missions pour le compte de l'ONU.

Les C-54GM cédés par Air Canada furent rebaptisés DC-4M1 ou CL-5 North Star II [Numéro de série 17518/17523] et utilisés par le 412 Squadron stationné à Uplands (Ottawa), chargé de transporter les membres du gouvernement canadien. Le 412 Squadron devait également prendre en charge l'unique Canadair CL-11 [Numéro de série 17524] et le prototype C-54GM [Numéro de série 17525]. Le CL-11 connue une carrière particulière: Ré-immatriculé avec le numéro de série 10000, et aménagé pour 27 passagers avec membres d'équipage, il fut affecté aux déplacements du Premier Ministre du Canada. À ce titre il transporta diverses personnalités, y compris la Reine d'Angleterre. Retiré du service en 1967, il fut vendu aux États-Unis où on perd sa trace.
8 North Star furent perdus en opérations par la RCAF, un transféré au National Aéronautical Establishment et 5 passèrent sur le registre civil canadien.
- Comores : Air Comores a obtenu d’Air France la cession de deux DC-4 [F-BBDA et F-BBDR].
- Espagne : 17 C-54 furent utilisés par l’Ejercito del Aire entre 1959 et 1976.
- États-Unis :
  - USAAF/USAF :Le C-54 entra en service le 24 octobre 1942 à l’Atlantic Wing de l’Air Transport Command, chargé d’assurer une liaison aérienne régulière entre les États-Unis et le Royaume-Uni, principalement pour assurer le transport retour des pilotes convoyant sur l’Atlantique Nord les avions livrés en Europe.
  - US Navy : Le 12 décembre 1941 fut constitué le Naval Air Transport Service (NATS) afin d’assurer le transport rapide par air de pièces de rechange, armement et spécialistes dans le monde entier en soutien des forces navales des États-Unis. Il comprenait initialement trois escadres (Pacific, West Coast et Atlantic Wing). Au cours de la Seconde Guerre mondiale le R5D a équipé les unités suivantes :
    - VR-1 : Stationné à NAS Patuxent River, dans le Maryland, et chargé d’assurer une liaison aérienne avec le Royaume-Uni, via Reykjavik, le Transport Squadron One fut la première unité de l’US Navy à recevoir des R5D-1. Utilisés conjointement avec des R4D, les Skymasters étaient encore en service à la fin de la Seconde Guerre mondiale.
    - VR-3 : Basé à NAS Olathe, au Kansas, le Transport Squadron Three utilisa quelques R5D pour les liaisons transcontinentales de première urgence.
    - VR-4 : Cette unité stationnée à Oakland, Californie, fit un usage limité du R5D.
    - VR-5 : Assurant les liaisons entre les États-Unis et l’Alaska, le Transport Squadron Five de Seattle utilisa une dotation mixte de R4D et R5D.
    - VR-11 : Basé à NAS Honolulu, cette unité fut la plus grosse utilisatrice de R5D. En 1945 elle disposait de 700 pilotes et 102 avions, dont 89 R5D.
    - VRE-1 : Formé à Honolulu à partir du VR-11, l'Air Transport Evacuation Squadron One installa ensuite ses R5D aménagés en avions sanitaires à Guam, dans les Mariannes.
    - VRJ-1 : Chargé de transportes les officiers supérieurs et autres VIP dans la zone du Pacifique, l'Utility Transport Squadron One exploita au départ de Hawaï une flotte mixte comprenant plusieurs R5D.

En juillet 1948 fut créé le Military Air Transport Service (MATS) par fusion de l’Air Transport Command (USAF) et du MATS. Les RD-5 étaient alors regroupés au sein des VR-3, VR-6 et VR-8. Le 27 octobre 1948 les VR-6 et VR-8 reçurent l’ordre de rejoindre l’Allemagne. 24 R5D participèrent ainsi au pont aérien de Berlin jusqu’au 31 juillet 1949.
Le 1er décembre 1949 l’US Navy reconstitua un groupement de transport spécifiquement affecté au soutien logistique de ses forces navales autour des VR-1, VR-5 et VR-21, équipés de RD-5. La guerre de Corée terminée, les R5D furent progressivement relégués à des missions secondaires ou dispersés dans des détachement divers. Le dernier Skymaster de l’US Navy fut un C-54Q affecté à l’US Navy Test Pilot School, réformé en 1974.
- USMC : L’US Marine Corps reçut un unique R5D en 1943. La Seconde Guerre mondiale terminée d’autres R5D furent cédés par l’US Navy. En 1950 les VMR-152 et VMR-352 étaient équipés uniquement de R5D. Un R5D-2 du VMR-152 fut utilisé durant la guerre de Corée comme poste de commandement aérien tactique volant.

- USCG : En 1945 les garde-côtes américains prirent en compte 6 R5D-3 transférés par l’US Navy. Trois autres suivront, ainsi que 6 C-54 provenant de l’USAF. Ils servirent jusqu’en 1965, affectés à des missions de transport ou SAR, de cartographie aérienne ou de surveillance de la banquise (International Ice Patrol).

- Éthiopie : Les Forces aériennes ont utilisé 3 C-54 de 1961 à 1994.
- France :
  - Armée de l'air : L'armée de l'air française a utilisé deux C54/DC4. Le premier était un C54E [Numéro de série 49-9148], offert en 1945 par le Président Truman au Général de Gaulle. Versé au GLAM, il fut ensuite cédé en 1964 à la Marine Nationale et perdu sur accident en 1982. Le second était un DC4 (ex C54A) racheté à Air France en 1969 (ex F-BBDQ et ex 42-72304), utilisé par l'ETOM 58 et revendu au Tchad en 1976.
  - Aéronautique navale : L’Aéronautique navale a utilisé trois C-54. Le premier [10358] fut acheté en Norvège et livré en août 1963 à l’Escadrille 31S. Un second appareil [49148] fut cédé par l'Armée de l'air en 1963. À la dissolution de la 31S le 1er avril 1964 le [10538] fut versé à l’escadrille 11S de Dugny, rejoint peu après par un nouveau C-54 [10454] acheté en Allemagne. Ce dernier fut revendu dès mars 1969, alors que la 11S était rebaptisée Section de Liaison de Dugny (SLD). Le dernier C-54 de Dugny [10358] fut retiré du service en juillet 1973, remplacé un an plus tard par un DC-6B. Toujours en 1964 le [49148] fut lui transféré à l’Escadrille 9S à La Tontouta, en Nouvelle-Calédonie. Rebaptisée Section de Liaison de Nouvelle-Calédonie (SLNC) en janvier 1969, puis à nouveau 9S en mai 1975, cette unité utilisa alternativement les [49148] et [10454] jusqu’au 21 janvier 1982. Ce jour-là le [49148] s’est écrasé sur le mont Kokoreta (équipage tué, 7 hommes)[1].
- Honduras : La Fuerza Aerea a utilisé 4 Skymaster entre 1958 et 1983.
- Israël : 2 C-54 furent achetés par l’aviation militaire israélienne le 15 mai 1948, lendemain de la Déclaration d’Indépendance du pays, et utilises principalement au transport de matériel de guerre acheté en Tchécoslovaquie, en remplacement d’un C-54 affrété auprès de la compagnie américaine Ocean Trade. Mais ils furent aussi utilises comme bombardiers et, fin septembre 1948, guidèrent les Supermarine Spitfire livrés en vol depuis la Tchécoslovaquie. Ces quadrimoteurs furent revendus quelques mois plus tard[2].
- Katanga : La sécession katangaise a disposé de deux appareils [KA-ADF et KA-ADJ] en novembre 1962.
- Nigeria : La Federal Nigerian Air Force a utilisé de 2 Skymaster entre 1968 et 1974.
- Pérou : 5 C-54 ont été utilisés par la Fuerza Aerea del Peru entre 1962 et 1984.
- Portugal : 9 C-54 furent achetés en 1947 et basés aux Açores (BA-4) pour le transport et les missions SAR. 9 SC-54 furent encore achetés à partir de 1955, le dernier C-54 portugais étant retiré en 1976.
- Royaume-Uni : Un C-54B [43-17126] fut livré à la Royal Air Force comme Skymaster I [Numéro de série EW999] pour assurer les déplacements de Sir Winston Churchill.
- Salvador : La Force aérienne salvadorienne a utilisé un Canadair C-54GM (ex TACA)
- Taïwan : 3 C-54, obtenus par les forces aériennes en 1945, furent utilisés jusqu’en 1986.
- Tanzanie : Le Tanzanian People's Defense Force Air Wing semble avoir disposé à sa création en 1965 d’un unique C-54A, rapidement réformé.
- Tchad : 6 C-54 furent utilisés par les Forces aériennes entre 1973 et 1998.
- Zaïre : Les Forces aériennes congolaises puis zaïroises ont utilisé 8 C-54 entre 1962 et 1988.

### Utilisateurs civils
- Afrique du Sud :
- Algérie : En 1962 Air France céda à Air Algérie neuf C-54 et un DC-4-1009 . 3 furent accidentés en cours d’exploitation, les autres restitués à la France après la mise en service des Caravelle.
- Australie :
  - Air Express Ltd : Cette compagnie racheta en 1977 les deux derniers DC-4 de Qantas, pour les revendre en 1980.
  - Ansett : Rachetant A.N.A en 1957, cette compagnie ne conserva que deux DC-4 [VH-ANF et VH-INX], qui furent convertis en cargo. Au cours des années 1960 Ansett racheta 5 DC-4 à T.A.A., puis faire convertir 3 Skymasters en Carvair en 1965. Ces trois derniers appareils furent exploités jusqu'en décembre 1970, puis revendus.
  - Australian National Airways : ANA reçut 5 DC-4 [VH-ANA/E] durant la première moitié de 1946. En septembre 1946 ces appareils permirent d’ouvrir une liaison régulière entre Laverton, Victoria et Vancouver, au Canada, puis en octobre une liaison Melbourne-Perth sans escale 6 jours par semaine. Deux autres appareils [VH-ANF/G] furent livrés en 1946, permettant de prolonger jusqu’à Auckland (Nouvelle-Zélande) à partir de février 1947 la liaison Australie-Canada, dont la tête de ligne était passée de Laverton à Sydney. En avril 1948 ANA perdit l'exploitation de la ligne trans-pacifique, revendit deux appareils [VH-ANF/G] à BCPA et développa le réseau domestique australien. Cinq autres appareils furent achetés, [VH-ANF/G] (doublons) puis [VH-INX/Z]. A.N.A fut rachetés par Ansett en 1957.
  - British Commonwealth Pacific Airlines : Chargée en avril 1948 d'assurer la liaison Australie-Canada, BCPA racheta deux DC-4 [VH-ANF/G] à A.N.A. et deux autres à T.A.A.
  - Pacific Air Freighters : Le 15 juin 1995 arriva à Cairns, Queensland, un C-54E provenant des surplus américains. Cet appareil [VH-PAF], a été mis en service entre Brisbane et Honiara le 16 février 1996.
  - Qantas : Trois DC-4 [VH-EBK/M] furent achetés en 1949 à d'autres compagnies australiennes et deux [VH-EBN/O] à American Airlines. En 1955 devait s’ajouter un cargo [VH-EBP]. Entre 1949 et 1950 Qantas ouvrit les dessertes de Hong Kong, Norfolk Island et Tōkyō puis en mars 1950 inaugura le service Bird of Paradise reliant Sydney à Port Moresby et Lae (Nouvelle-Guinée). Deux C-54 furent loués au milieu des années 1950, puis ce quadrimoteur disparut progressivement d'exploitation, deux appareils étant tout de même conservés jusqu'en 1977 pour assurer la desserte de Norfolk Island.
  - Trans Australia Airlines : T.A.A. venait juste de lancer son exploitation avec des DC-3 quand elle obtint 4 DC-4 [VH-TAA/D] qui lui furent livrés entre les 28 septembre et 6 novembre 1946. Deux furent transférés à BCPA en 1948, dont un restitué en 1949, un autre [VH-TAC] vendu à Qantas et remplacé en 1951 par un autre quadrimoteur avec la même immatriculation. Le DC-4 permit à T.A.A. de réduire ses tarifs en classe Touriste en octobre 1955 puis d’ouvrir en 1956 une liaison Sydney-Darwin. En 1960 T.A.A. fit convertir ses trois derniers DC-4 en Cargomaster, puis acheta trois cargos supplémentaires au début des années 1960, avant de tous les revendre en 1969-70.
- Belgique : Pour ne pas se laisser distancer par Air France et KLM, Sabena commanda dès 1945 quatre DC-4, le premier [OO-CBD] Ville de Bruxelles arrivant en vol en Belgique le 18 février. Dès le 24 février 1946 cet appareil effectue une liaison Bruxelles-Léopoldville. À bord, pour la première fois sur un vol de la compagnie belge, une hôtesse. Les premiers vols de reconnaissance en vue de l’ouverture d’une ligne transatlantique eurent lieu le 4 juin, 5 appareils supplémentaires étant en commande. Le 5 avril 1947 le [OO-CBH] effectua la première liaison sans escale New York-Bruxelles en 15 h 55 min. La ligne fut inaugurée le 4 juin avec deux escales, Shannon et Gander. Au total Sabena a exploité 12 DC-4, le dernier étant vendu en mars 1966 à Air Congo.
- Canada :
  - Trans-Canada Air Lines : TCAL a commandé 20 Canadair DC-4M-2 [CF-TCA/T] mais, en attendant la livraison de ces appareils, loua à la RCAF les 6 premiers DC-4M-1 [CF-TEK/M et CF-TEO/Q]. Le [CF-TEL] fut perdu sur accident en août 1948, les autres exemplaires restitués à la RCAF au fur et à mesure des livraisons des DC-4M-2. TCAL récupéra également trois C-4-1 de CPAL. Malgré sa réputation d’avion bruyant, le North Star ne fut retiré d’exploitation qu’en 1961.
  - Canadian Pacific Airlines : CPAL prit livraison de 4 C-4-1 [CF-CPI/J/P/R]. Un exemplaire [CF-CPR] fut perdu sur accident, les trois autres récupérés par TCAL.
  - Buffalo Airways : En octobre 2008 Buffalo Airways utilise toujours 6 C-54 pour ravitailler les communautés isolées du grand nord canadien et lutter contre les incendies de forêts.
- République du Congo : Devaient figurer sur le registre civil de cette ancienne colonie française 3 C-54, 2 DC-4-1009 et un ATL-98 Carvair. Trois quadrimoteurs furent réformés sur place, un revendu au Gabon, le Carvair et le dernier Skymaster au Zaïre.
- États-Unis : Toutes les grandes compagnies nord-américaines ont utilisé le DC-4 de la fin de la Seconde Guerre mondiale jusqu'au milieu des années 1960.
  - American Airlines : Première compagnie à mettre en service le DC-4 sur le réseau domestique américain, le 7 mars 1946, la liaison New York-Los Angeles étant réalisée en 13h 15 minutes, soit trois heures de moins que sur DC-3. American Airlines a exploité au total 54 C-54 jusqu'en 1956.
  - American Overseas Airlines : AOA fut la première compagnie américaine à ouvrir un service commercial sur l’Atlantique en DC-4, dès octobre 1945. 13 C-54 furent exploités jusqu'à la prise de contrôle d'AOA par Pan Am en 1950.
  - Brooks Fuel : Basée à Fairbanks, Brooks utilise encore en 2008 plusieurs C-54 pour acheminer du carburant sur les aérodromes isolés de l’Alaska.
  - California Hawaiian : Opérateur à la demande qui a utilisé 3 DC-4 et des Constellation entre la Californie et Hawaii de 1958 à 1965.
  - California Eastern Airways : Opérateur à la demande opérant depuis Burbank, Californie, et Washington (District de Columbia), DC, mais aussi contractant du département de la Défense dans le monde entier, a utilisé 16 DC-4 à partir de 1947. Cette flotte a été absorbée par Slick Airways en 1958.
  - Capital Airlines : Cette compagnie avait commandé 15 DC-4 avant réquisition par l’USAAF. Elle les récupéra en 1945. Les derniers furent réformés en 1961 au moment de la fusion avec United Airlines.
  - Eastern Airlines : 38 C-54 et R5D furent utilisés entre 1946 et 1960.
  - Flying Tiger Line : A utilisé 24 appareils de divers modèles entre 1946 et 1960.
  - Great Lakes Airlines : Opérateur non régulier de Burbank, Californie, qui exploita des DC-4 de 1946 à 1962 à travers les États-Unis.
  - National Airlines : 7 DC-4-1009 furent mis en service en 1946 et trois C-54 achetés en 1949. Le dernier appareil fut retiré d'exploitation en 1955.
  - Northwest Airlines : 44 appareils de types divers exploités entre 1946 et 1961.
  - Overseas National Airlines : ONA a commencé son exploitation d’opérateur à la demande en 1950 sur 8DC-4, remplacés en 1958 par des DC-6.
  - Pan American World Airways : A utilisé 88 DC-4 pour créer son réseau long-courrier sur l'Atlantique Nord et Transpacifique. Cet appareil fut mis en service par Pan Am en 1946, les derniers exemplaires n'étant réformés qu'en 1963.
  - Slick Airways : 14 C-54A, C-54B et R5D-3 exploités entre 1955 et 1967.
  - Transocean Airlines (en) : Cette compagnie d’Oakland, Californie, fut la plus grosse compagnie nord-américaine utilisatrice de DC-4, pas moins de 73 appareils étant utilisés entre 1946 et 1961, principalement dans le Pacifique.
  - TWA : Trans World Airlines a utilisé 14 C-54 sur son réseau domestique et international en attendant l’arrivée des Constellation. Ils furent retirés entre 1956 et 1958, mais un exemplaire resta en service jusqu'en 1961.
  - United Air Lines : 30 appareils, provenant essentiellement des surplus, furent mis en service à partir de 1946, et retirés entre 1956 et 1958. Pourtant en rachetant Capital Airlines en 1961 UAL récupéra 10 appareils supplémentaires, qui furent presque immédiatement réformés ou revendus.
  - Western Airlines : Un C-54A, 9 C-54B et 5 DC-4-1008 furent mis en service en 1946, les trois derniers étant retirés en 1956.
- France : Pas moins de 82 C-54 et DC-4 ont été portés sur le registre civil français.
  - Air France : Le Skymaster a tenu un rôle essentiel dans la réouverture du réseau long-courrier de la compagnie nationale. 15 DC-4 et 13 Lockheed Constellation furent commandés en 1945 pour relancer son activité. Le premier DC-4 fut livré dès le 16 février 1946 à Santa Monica et dès le 23 juin la ligne de l’Atlantique Sud était rouverte, un DC-4 piloté par Jean Dabry effectuant la liaison Paris-Rio en 25 heures. Le 24 juin suivant le [F-BBDJ] décollait d’Orly pour Shannon, Gander et LaGuardia. Dès le 1er février 1947 le Constellation prit la relève sur l’Atlantique Nord.

Après un voyage d’études en janvier 1947, un service régulier bimensuel Paris-Tunis-Le Caire-Bassorah-Karachi-Calcutta-Saïgon-Shanghai fut inauguré en avril. Il fallait 4 jours et demi pour rejoindre la Chine. Un DC-3 assurait depuis Saïgon une correspondance sur Hong Kong et un DC-4 une correspondance sur Nouméa. À partir du 10 mai 1947 Air France desservit également Madagascar et La Réunion une fois par semaine (49 heures et 6 escales). Un DC-4 qui assurait la liaison Francfort-Berlin-Ouest, est attaqué le 29 avril 1952 par deux chasseurs MiG-15 soviétiques qui font deux blessés parmi les passagers avant que l'avion ne s'échappe. Relégués aux lignes moyen-courrier, à destination du Maghreb en particulier, les DC-4 furent progressivement retirés du service ou mis à la disposition des compagnies nationales des anciennes colonies françaises. L'entrée en service de la Caravelle auraient dû entrainer le retrait total du quadrimoteur, mais 5 exemplaires furent alors versés au Centre d’Exploitation Postale Métropolitain. Le premier vol sur DC-4 de la Postale de Nuit fut réalisé le 25 avril 1962 sur le trajet Paris-Lyon-Marseille-Nice. Le dernier vol eut lieu en 1973.
- - Compagnie Air Transport : Cet opérateur cargo à la demande a utilisé 4 ATL-98 Carvair entre 1965 et 1972.
  - TAI : 4 DC-4 furent mis en service en septembre 1947 pour ouvrir une ligne Paris-Le Caire-Karachi-Saïgon.
  - UAT : Profitant de la faillite de Peruvian Airlines le groupe des Chargeurs Réunis acheta ses 4 premiers DC-4, avec lesquels UAT ouvrit la ligne Paris-Alger-Gao-Pointe Noire-Libreville-Brazzaville le 23 janvier 1950.
- Gabon : 3 DC-4, 2 C-54 et 2 Carvair ont figuré sur le registre civil du Gabon.
- Grèce :
- Maroc : Royal Air Maroc a utilisé 4 C-54 prêtés par Air France.
- Pays-Bas : La Seconde Guerre mondiale à peine terminée KLM constitua une flotte de 18 DC-4 et fut la première compagnie européenne à ouvrir une liaison régulière sur New York le 21 mai 1946.
- Mexique : Lineas Aereas Unidas Mexicanas a utilisé 5 Canadair North Star [XA-NUM/R/U/V/W].
- Royaume-Uni :
  - BOAC : Fin 1949 BOAC mit en service sur la ligne Londres-Hong Kong ses Canadair C-4 Argonaut. Ces avions furent remplacés par des Bristol 175 Britannia et cédés à British Midland.
  - British Midland : La compagnie a utilisé les C-4 Argonaut retirés par BOAC.
  - British United Air Ferries : Outre les 7 ATL-98 Carvair achetés neufs et mis en service en 1963, BUAF puis British Air Ferries racheta 7 appareils de seconde main. Les derniers furent retirés début 1974. ATL-98 Carvair exploité par Aer Lingus

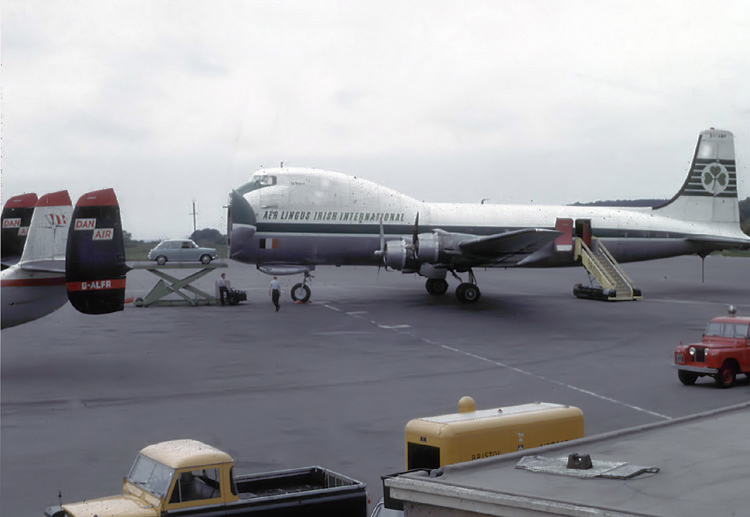
ATL-98 Carvair exploité par Aer Lingus

- Salvador : TACA a acheté au Canada un Canadair C-54GM, revendu par la suite aux forces aériennes salvadoriennes.
- Suède : Dès septembre 1942 la compagnie suédoise ABA sollicita l’acquisition de 2 DC-4 afin d’ouvrir une liaison aérienne vers New York via l’Écosse. Le sujet étant sensible, le gouvernement suédois préféra encourager la création d’une compagnie privée, Svensk Interkontinental Lufttrafik AB (SILA) pour assurer cette exploitation. Le 25 novembre 1943 Per A. Norlin, président de SILA, signa une commande de 10 DC-4, dont les livraisons ne débutèrent qu’une fois la Seconde Guerre mondiale achevée. Ces appareils furent naturellement repris par SAS, et remplacés en 1949 sur l’Atlantique Nord par des DC-6. Ils devaient continuer à sillonner le ciel européen de nombreuses années.
- Suisse :
  - Swissair : C’est avec un DC-4-1009 [HB-ILA] que la compagnie suisse a inauguré son service aérien Genève-New York le 2 mai 1947. 4 avions furent achetés [HB-ILA/E/I/O, cn 43072, 43093, 43097 et 43098], mais le [HB-ILE] fut perdu à l’atterrissage au Canada le 13 décembre 1950 et le [HB-ILO] à Amsterdam le 14 décembre 1951, aucun de ces accidents ne faisant de victimes. Un C-54E [HB-ILU] fut donc acheté à Pan Am en 1952. Ils ont été retirés d’exploitation fin mai 1959. En 1997 Swissair a loué en Afrique du Sud un DC-4-1009, temporairement immatriculé [BH-ILI], à l'occasion du 50e anniversaire de son service transatlantique.
  - Balair : La filiale de Swissair a exploité 2 DC-4 [HB-ILA et HB-ILU] transférés par Swissair en 1959, mais a également acheté 3 appareils: [HB-ILB], un C-54A des surplus de l’USAF, [HB-ILC] un C-54A acheté à Pan Am, et [HB-ILD] un DC-4-1009 ayant appartenu à KLM et Olympic Airlines. Un avion [HB-ILA] fut perdu sur accident au Soudan le 15 mai 1960 (12 tués), Ces appareils furent revendus en 1963[5].
- Tunisie : Deux C-54A furent prêtés par Air France par Tunisair au début de son exploitation.
- Syrie : Syrianair a acheté en 1959 un DC-4 [YR-AAR] à Swissair, détruit sur accident au Zaïre en 1960.
- Zaïre : Un DC-4-1009 et un Carvair passèrent du registre civil congolais à celui du Zaïre.

## Appareils préservés

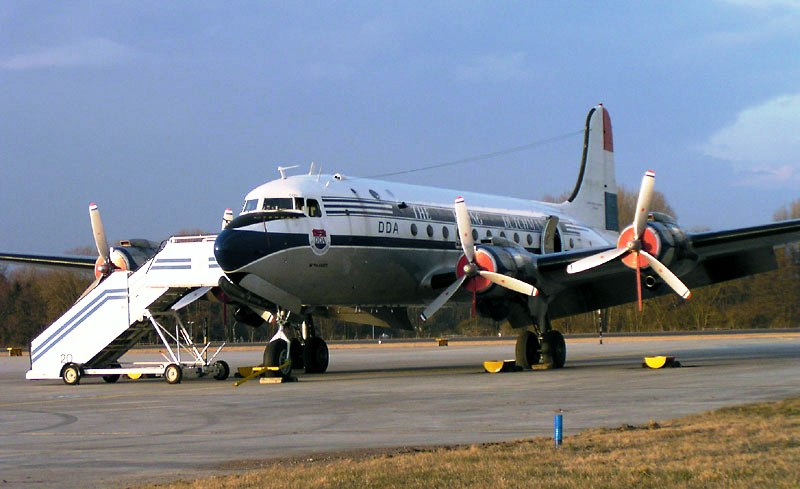
DC-4 de la Dutch Dakota Association, à l'aéroport d'Amsterdam-Schiphol.

- Le C-54E [44-9063] est exposé à l'aéroport de Francfort en mémoire du pont aérien de Berlin.
- Un seul Canadair North Star a survécu, le DC-4M1 [17515] de la RCAF préservé au Musée de l'aviation et de l'espace du Canada à Ottawa.
- En avril 2008 Brooks Fuel exploitait toujours 2 C-54 depuis Fairbanks. On pouvait également observer sur l'aéroport de Fairbanks plusieurs C-54 utilisés comme stocks de pièces de rechange.
- Plusieurs opérateurs nord-américains, comme Buffalo Airways au Canada, utilisaient encore des DC-4 en 2008 soit pour des vols cargo soit comme bombardier d'eau.